# Giovanni Bernaudeau
Giovanni Bernaudeau (Fontenay-le-Comte, 25 agosto 1983) è un ex ciclista su strada francese, professionista dal 2005 al 2015.
È il figlio dell'ex ciclista Jean-René Bernaudeau.

## Piazzamenti

### Grandi Giri
- Giro d'Italia

2005: 110º
2006: non partito (13ª tappa)
- Tour de France

2012: ritirato (15ª tappa)
- Vuelta a España

2007: ritirato (5ª tappa)
2009: ritirato (8ª tappa)

### Classiche monumento
- Milano-Sanremo

2005: 155º
- Giro delle Fiandre

2015: 74º
- Parigi-Roubaix

2015: ritirato
- Giro di Lombardia

2005: ritirato
2008: ritirato
2013: ritirato